# R2DS
 (octobre 2024).
 (octobre 2024).
Si vous disposez d'ouvrages ou d'articles de référence ou si vous connaissez des sites web de qualité traitant du thème abordé ici, merci de compléter l'article en donnant les références utiles à sa vérifiabilité et en les liant à la section « Notes et références ».
Le R2DS Île-de-France (Réseau Francilien de Recherche sur le Développement Soutenable) est un ancien groupement d'intérêt scientifique (GIS) créé en 2006 à l’initiative du Conseil régional d'Île-de-France et géré par le Centre national de la recherche scientifique (CNRS). Il avait pour but de favoriser la recherche sur le développement soutenable jusqu’à l’horizon 2010. Il a été dissout [Quand ?].